# ハナレビの楽園
『ハナレビの楽園』（ハナレビのらくえん）は、水本正による日本の漫画作品。単行本全2巻。

## 作品解説
水本正の初単行本化作品。『まんがタイムきららフォワード』（芳文社）において、2010年8月号から2012年6月号にかけて、偶数月号に隔月連載された。
ファンタジー風の不思議な世界を旅する冒険記だが、主人公達は特殊な力を持たない普通の人間であり、キャラクターの心の葛藤や不安を中心に据え、心理面に比重の置いた物語である。
単行本第1巻の帯には「ツンデレとドジっ娘のおかしな旅」との文句がうたわれていた。

## ストーリー
ゆりかご界に住む者達はハナレビと呼ばれる存在。ハナレビはいつの日か対となる存在、ワスレジを伴ってゆりかご界を離れ、下界へと旅立たねばならない。
ハナレビである秋桜と叶枝は、いつも一緒に居ようと約束した親友同士。ある日、秋桜の前に遂にワスレジが現れる。だが、そのワスレジは「絶対、お前を認めない」と秋桜の目覚めの合図である『歌』に拒否反応を示して襲い掛かる。ゆりかご界の世話係である意磨久爾によって危機は回避されたが、秋桜はショックを受ける。その矢先、叶枝のワスレジも出現し、旅立ちを迎えたために秋桜は親友を失ってしまう。
別れの言葉を言えなかった秋桜は叶枝を追って下界へ旅立つべく、恐怖を乗り越えて自分のワスレジである桜子を目覚めさせる。
一方、桜子は突然、記憶喪失で知らない異界へと召喚されたために「ワスレジって何だ？　あたしは誰」と混乱していた（秋桜を襲った記憶もない）。更に意磨久爾曰く「ハナレビとワスレジは共に下界を旅して、己の目的を叶える者」と説明され、秋桜共々、強制的に下界へと旅立たされてしまう。途中、意磨久爾から遣わされた第二のハナレビ、暇磨が合流。かくて三人は「親友を捜す」そして「記憶を取り戻す」ため、下界での旅を続ける。

## 登場人物

### ゆりかご界の住人
ハナレビ達の仮初めの地。見た目は一周するのに徒歩で数時間ほどの小さな球体で、雲海の上に浮かんでいる。ただし、ゆりかご界は複数あり、ここは正確には「秋桜の居たゆりかご界」である。
秋桜（あきお）
主人公。ゆりかご界の住人で桜子のハナレビ。青みがかった髪の毛を持つおかっぱ頭の眼鏡っ娘。気弱で恥ずかしがり、かつ、どんくさいが親友である叶枝にもう一度会うために勇気を振り絞って桜子を目覚めさせ、下界へ旅立つ。
ゆりかご界以前にある唯一の記憶「歌詞のない歌」が、劇中で重要なキーになる。
桜子（さくらこ）
もう一人の主人公。秋桜のワスレジ。彼女よりやや年上。「桜子」の名はゆりかご界で消えかけた時、桜の花びらを目にした際に咄嗟に付けたもの。
赤毛のロングヘア。勝ち気でがさつ。言葉遣いが悪く、秋桜を見ると何故か苛つく。記憶を取り戻すべく、しぶしぶ旅に同行する。
秋桜の歌に過剰反応し、無意識の内にドッペルゲンガーである「心の一部」が出現して自分自身を含め、危害をもたらすことがある。
意磨久爾（イマクニ）
ゆりかご界でハナレビ達を世話する存在。導師でもある。金の髪を結い上げ、ぽっくり下駄に太夫風の肩出し和装を着た犬の獣人。嬉しいとしっぽをぱたぱた振る。雷が怖い。
毅然とした大人の女性然な態度を取っているが、実はかなりの心配症。カレー好きだがタマネギが入ると健康上の理由で食べられない。
暇磨（ひま）
桜子の第二のハナレビ。茶髪でエプロンドレスを着たテディベア風の獣人。意磨久爾から要請された下界の案内人として、秋桜たちとは途中で合流する。桜子曰く「胡散臭い奴」
顔は童顔で可愛いが、両手は肉球付きの熊の掌そのもので、見た目通りに怪力。特殊なハナレビらしく、他のワスレジには彼女の様な存在は見られない。意磨久爾と親しい間柄なのは本当で、夜間、こっそりと黒電話で連絡を取り合っている。
叶枝（かなえ）
ハナレビ。秋桜の親友。ゆりかご界ではルームメイト。ワスレジの望実を得て一足先に下界へ旅立つ。
望実（のぞみ）
叶枝のワスレジ。姿は叶枝とうり二つ。
ハナレビ達
名が不明の秋桜や叶枝以外のハナレビ。十数人存在したが、全て女子であった。

### 下界の住人
下界とは空の上にあるゆりかご界から見て、地上に位置するのでこう呼ばれる。海や砂漠、山地などの地形がある。意磨久爾曰く「想いが叶う地」であるとのこと。
女将（おかみ）/パチャヤラ
秋桜一行が最初に到着した町にある宿屋の美人女将。財布を落とした一行に仕事を世話した。連載時は無名であったが、単行本で本名が「パチャヤラ」だと明かされた。
ズビルバ
羊に似た家畜「アクビ」の牧場を営む老人。仕事先として紹介された秋桜と桜子の雇い主。物語唯一、名前を持った男性キャラ。
キルイ
砂漠の泉に住む人魚の美女。下界の旅人達を試す存在。グレイブを武器にし、空を浮遊する力を持っている。

### その他
アンジュとキョウカ
秋桜達が旅先で出会った少女達。アンジュはハナレビ。キョウカがワスレジ。キルイの泉へ赴こうとしている。
名もないハナレビの少女。
ワスレジを失った黒髪のハナレビ。アンジュらへ不安を吹き込んだ。
少年達
名は不詳。霧の集落で出会うハナレビとワスレジの少年コンビ。秋桜と同じく、人を捜して下界を旅をしている。
モモ
佐倉家の飼い犬。メス。羆のぬいぐるみがライバル。

## 用語
ハナレビ
ワスレジと対になる存在。ゆりかご界に突然現れる。対となるワスレジと出会い、下界へ旅立つのが役目。
ただし、暇磨の様な付き添い的な存在はイレギュラーで、通常のハナレビではないらしい。
ワスレジ
ゆりかご界の邂逅の櫓に定期的に現れる存在。ワスレジはゆりかご界では生きていけず、不安定で「名」を持たないと存在を繋ぎ止めることも出来ない。
ハナレビと共に下界へ行かねば、やがて消失する。また対のハナレビと離れすぎるとやはり消えてしまう。
鏡
ハナレビやワスレジは対の存在が現れると鏡や水面に鏡像が映らなくなるが、ゆりかご界で与えられた鏡にだけは、旅を続けると徐々に映る様になる。
意磨久爾曰く「この鏡に二人の姿が映るまで旅をするのが目的」である。姿が映るようになった時が、願いが叶えられた時になる。
離レ火
ゆりかご界でハナレビに与えられる証。手の甲に灯る熱を持たず、風や水で消える事のない炎。ワスレジが離れると小さくなり、消失距離まで離れると消えてしまう。
暇磨によると己のワスレジに対しての通信機能があるらしい。ただし、これは暇磨だけが持つ特殊な能力である可能性もある。
ホシネズミ
夜になると流れ出す滝を集団で登る、人間サイズの夜行性巨大ネズミ。
電話
暇磨が意磨久爾のいるゆりかご界へ、夜中に旅の報告を送る手段。公衆電話ではない謎のダイヤル式黒電話。海岸線や洞窟といった明らかに不自然な場所に、街灯付きでぽつんと唐突に設置されている。
アクビ
羊に似た偶蹄目の家畜。群は歌で誘導するのが可能なので、バイトで誘導係に秋桜が抜擢されることになる。
キルイの泉
キルイが住む砂漠の泉。遺跡に囲まれている。三日月の夕方、夕陽が地平線に掛かる間に涙を捨てると、人魚が「願いを叶えてくれる」との言い伝えがある。
朝霧の集落
山中にあるハナレビとワスレジが作った集落。ハナレビの想いの残骸を残し、朝霧の中で捜し物が見つかる場所。
白雨の路
朝霧の集落へ至るルートの一つ。近道だが険しく、名の通り雨が降る。

## 単行本
まんがタイムKRコミックス（芳文社）全2巻。
1. ハナレビの楽園〈1〉 2011年6月28日第1刷発行　ISBN 978-4-8322-4035-3
2. ハナレビの楽園〈2〉 2012年5月27日第1刷発行　ISBN 978-4-8322-4149-7